# Melieria latigenis
Melieria latigenis är en tvåvingeart som beskrevs av Friedrich Georg Hendel 1934. Melieria latigenis ingår i släktet Melieria och familjen fläckflugor. Inga underarter finns listade i Catalogue of Life.